# Егіо
Егіо (грец. Αίγιο) — місто в Греції, в північно-східній Ахаї, одне з найстаріших на Балканах. В середні віки й до отримання Грецією незалежності в 1821 році місто називалося Востиця (грец. Βοστίτσα, італ. Vostizza).

## Історія
У 2000 неподалік було відкрито затонуле стародавнє місто Геліке, яке іноді називають втраченою Атлантидою. Це місто загинуло внаслідок землетрусу й цунамі в 373 р. до н. е.
Ще перед заснуванням міста на його території було неолітичне поселення. Саме місто виникло в Гомерівські часи. Десь близько 800 р. до н. е. воно ввійшло до Ахейської ліги. Із 330 по 281 р. до Р. Х. Егіо входило до складу Македонського царства. Римляни захопли його в 146 р. до н. е., і знесли міські мури, після чого Егіо втратило своє значення. Після поділу Римської імперії, воно відійшло до Візантії.
Після вторгнення слов'ян у 805 Егіо отримало слов'янську назву Востиця. На початку 13 століття Егіо стало частиною Латинської імперії, а з 1457 входило до складу Османської імперії із нетривалими періодами (1463—1470 та 1685—1715) венеційського правління.
Місту повернули стародавню назву після того, як Греція отримала незалежність.

## Населення
| Рік  | Місто  | Муніципалітет |
| ---- | ------ | ------------- |
| 1981 | 20,955 | -             |
| 1991 | 22,178 | 28,903        |
| 2001 | 21,255 | 27,741        |

### Персоналії
- Лоріс Маргаритіс — грецький піаніст і музичний педагог.
- Андреас Міхалопулос — грецький футболіст.